# Formule du binôme généralisée
La formule du binôme généralisée permet de développer une puissance complexe d'une somme de deux termes sous forme d'une somme de série et généralise la formule du binôme de Newton et celle du binôme négatif. Dans le cas d'un exposant rationnel, elle a été énoncée sans démonstration par Newton dans ses Principia Mathematica en 1687, puis prouvée par Euler en 1773.

## Énoncé
Pour tous nombres complexes r, x et y tels que {\displaystyle \left|y\right|<\left|x\right|},[réf. souhaitée]
ou encore : pour tous nombres complexes r et z tels que |z| < 1,
série convergente dans laquelle, pour tout entier naturel k, le coefficient de zk est le coefficient binomial généralisé
quotient par k! du symbole de Pochhammer (r)k pour les factorielles décroissantes (en particulier, {\displaystyle {r \choose 0}={\frac {(r)_{0}}{0!}}} est égal à 1, comme quotient de deux produits vides).

## Propriétés
La formule du binôme de Newton est le cas particulier {\displaystyle r\in \mathbb {N} } et la formule du binôme négatif est le cas particulier {\displaystyle r\in -\mathbb {N} }.
La première formule reste valide pour des éléments x et y d'une algèbre de Banach, qui commutent (xy = yx) et tels que x soit inversible et ║y/x║ < 1.[réf. souhaitée]

## Démonstration
La (branche principale de la) fonction {\displaystyle z\mapsto (1+z)^{r}} est holomorphe sur le disque de centre 0 et de rayon 1 et sa dérivée (complexe) k-ième en 0 est égale à (r)k. Elle est donc développable en série entière sur ce disque selon la seconde formule.